# Бурштинова кислота
Буршти́нова кислота́, янта́рна кислота́, сукцина́т (бутандіова кислота, етан-1,2-дикарбонова кислота) НООССН2СН2СООН — органічна двохосновна насичена карбонова кислота.

## Загальні відомості
Вперше була отримана у XVII сторіччі з бурштину (лат. succinum — бурштин). Подробиці відкриття історією не збережено, не відомо навіть, хто був автором її відкриття. В незначних кількостях міститься у бурому вугіллі та смолах. Виявлена в бурштині, багатьох рослинах (у недозрілих ягодах аґрусу, стеблах ревеню, винограді і маку), в бурому вугіллі тощо. Із 32 різновидів бурштину, лише декілька видів містять вільну бурштинову кислоту. В смолі сучасних хвойних дерев в більшості випадків зовсім не міститься бурштинової смоли, і лише в зовсім невеликій кількості видів міститься в концентрації 0,1 %, коли в бурштині її до 4,5 %.
Кристали бурштинової кислоти після опромінення короткохвильовим ультрафіолетом здатні люмінесціювати, випромінюючи видиме світло.
Є проміжним продуктом циклу трикарбонових кислот. Сукцинат є важливим проміжним продуктом обміну живих організмів, бере участь у процесах клітинного дихання (цикл трикарбонових кислот).

### Утворення в смолах
Вважається, що бурштинова смола утворилась як результат автоокислення, якому піддавались смоли в морських розсипах, причому не усіх, а лише в розсипах, які містять мінерал глауконіт (водний алюмосилікат заліза).

## Властивості
Чиста кислота являє собою безбарвні кристали. Тверда речовина. Розчинна у воді та спирті, погано в ефірі, нерозчинна у бензолі, бензині, хлороформі. Метиленові групи бурштинової кислоти мають високу реакційну здатність завдяки впливу карбоксильних груп. Оскільки вона має два карбоксили — вона утворює два ряди солей (кислі і середні — зазвичай ці солі називають сукцинатами, від латинської назви бурштинової кислоти), два ряди складних ефірів, два ряди амідів і т. д. Легко вступає у реакцію Фріделя—Крафтса з ароматичними сполуками, утворюючи похідні 4-арил-4-кетомасляної кислоти. При нагріванні, втрачає молекулу води, перетворюючись в циклічний ангідрид, який, будучи розчинений у воді, повільно перетворюється знову в кислоту.

## Отримання
У промисловості її отримують гідруванням малеїнового ангідриду або фумарової кислоти. Бурштинова кислота може бути отримана в результаті багатьох хімічних синтезів, із акрилової кислоти, акролеїна, етилену, ацетилену; шляхом окислення природної сировини (вугілля, сланці, торф, різні нафтові фракції) або таких органічних з'єднань, як оцтовий альдегід, фурфурол, бутиролактон; до цього результату може призвести відновлення малонової або фумарової кислоти. Промисловий синтез бурштинової кислоти майже у всіх країнах заснований на реакціях відновлення. В Радянському союзі синтетичну бурштинову кислоту вперше почали випускати з 1966 року на Єреванському заводі хімічних реактивів.

### Отримання з бурштину
Бурштинову кислоту можна отримати — шляхом сухої перегонки зплавлених і зпресованих обрізків та крихти бурштину (звісно, не придатних для виготовлення художніх виробів). Для цього сировину ретельно подрібнюють і розплавляють в струмені вуглекислого газу. В бурштину немає чітко визначеної точки плавлення — він плавиться в інтервалі від 150 до 300 °С. При подальшому нагріванні частину кислоти відганяють і вона осідає на охолоджених стінках реторти, а те, що залишилось, захоплюється так званою «бурштиновою олією» в приймач. Повторною перегонкою цього дистиляту розділяють олію і кислоту. Обидві порції бурштинової кислоти об'єднують і перекристалізовують.

## Використання
Бурштинову кислоту та її похідні використовують для синтезу деяких барвників, інсектицидів, пластмас, ароматичних сполук, лікарських засобів. Також використовують у сільському господарстві як добриво, вона прискорює дозрівання плодів, підвищує холодо- та посухостійкість, стійкість до захворювань, врожайність, збільшує вміст вітамінів та цукрів у плодах.